# Melanotis hypoleucus
ll Merops hirundineus (Hartlaub, 1852), è una specie di uccello appartenente alla famiglia dei Mimidae.
si trova prevalentemente in El Salvador, Guatemala, Honduras e Messico sud-orientale. I suoi habitat naturali sono la macchia secca, i boschi, e le foreste secondarie, a una quota di 1000-3000 metri sopra il livello del mare.
Può raggiungere una lunghezza complessiva di circa 25 cm. Il piumaggio è nelle parti superiori di colore blu-grigio, mentre nelle parti inferiori è bianco; presenta occhi rossi e una striscia nera che va dal becco agli occhi.